# Anotosaura vanzolinia
Anotosaura vanzolinia — вид ящірок родини гімнофтальмових (Gymnophthalmidae). Ендемік Бразилії. Вид названий на честь бразильського герпетолога Пауло Ванзоліні.

## Поширення і екологія
Anotosaura vanzolinia мешкають в штатах Ріу-Гранді-ду-Норті, Параїба, Пернамбуку, Алагоас і Баїя на північному сході Бразилії. Вони живуть в реліткових лісах, оточених сухими заростями каатинги, серед опалого листя і скель. Ведуть риючий, денний спосіб життя. Живляться безхребетними. Відкладають яйця, в кладці 2 яйця.